# Jean-Pierre Bravard
Pour les articles homonymes, voir Bravard.
Jean-Pierre Bravard, né à Usson-en-Forez le 20 février 1811, mort à Avranches le 13 août 1876, est un prélat français.

## Biographie
Ordonné prêtre le 20 décembre 1834 pour l'archidiocèse de Sens, il est nommé évêque du diocèse de Coutances et Avranches le 12 août 1862 en remplacement de Jacques Daniel. Sacré évêque de Coutances le 28 octobre 1862, il démissionne le 27 novembre 1875 pour s'éteindre moins d'un an plus tard. Il est remplacé par Abel-Anastase Germain. 

## Œuvres
Il fut le restaurateur de l'Abbaye du Mont-Saint-Michel : il obtient en 1865 la location des bâtiments de l'abbaye du Mont-Saint-Michel, auparavant prison pour y installer à nouveau une communauté religieuse et relancer les pèlerinages. 
Il est surtout connu pour avoir organisé les "Conférences ecclésiastiques Bravard" (1866-1867), où il a été demandé aux curés de chaque paroisse d'écrire un mémoire sur les évènements dans leur village au moment de la Révolution. Ces documents sont une source inestimable de renseignements sur l'histoire religieuse, mais aussi politique au niveau local, de l'époque révolutionnaire. Cela d'autant plus que les Archives départementales de la Manche ont été presque anéanties lors des bombardements de 1944. Ils peuvent être consultés à la bibliothèque diocésaine au Centre d'Accueil Diocésain à Coutances.

## Armoiries
Parti : Au 1er d'azur, à 3 colonnes d'argent en fasce, au chef cousu de gueules chargé d'un léopard d'or, qui est de Coutances Au 2e d'azur, à la porte de ville d'argent, sommée d'un dauphin d'or versé, surmonté de deux croissants aussi d'or, qui est d'Avranches Sur le tout, de sinople à la croix tréflée d'or.

## Distinction
- Chevalier de la Légion d'honneur (11 août 1860)[4]